# نادي كونستانسيا
نادي كونستانسيا الرياضي (بالكتالانية: Club Esportiu Constància de Inca) نادي كرة قدم إسباني يلعب في دوري الدرجة الثالثة الإسباني. تم تأسيس النادي في عام 1922.

## روابط خارجية
- CE Constància